# Quả cầu Quảng trường Thời Đại

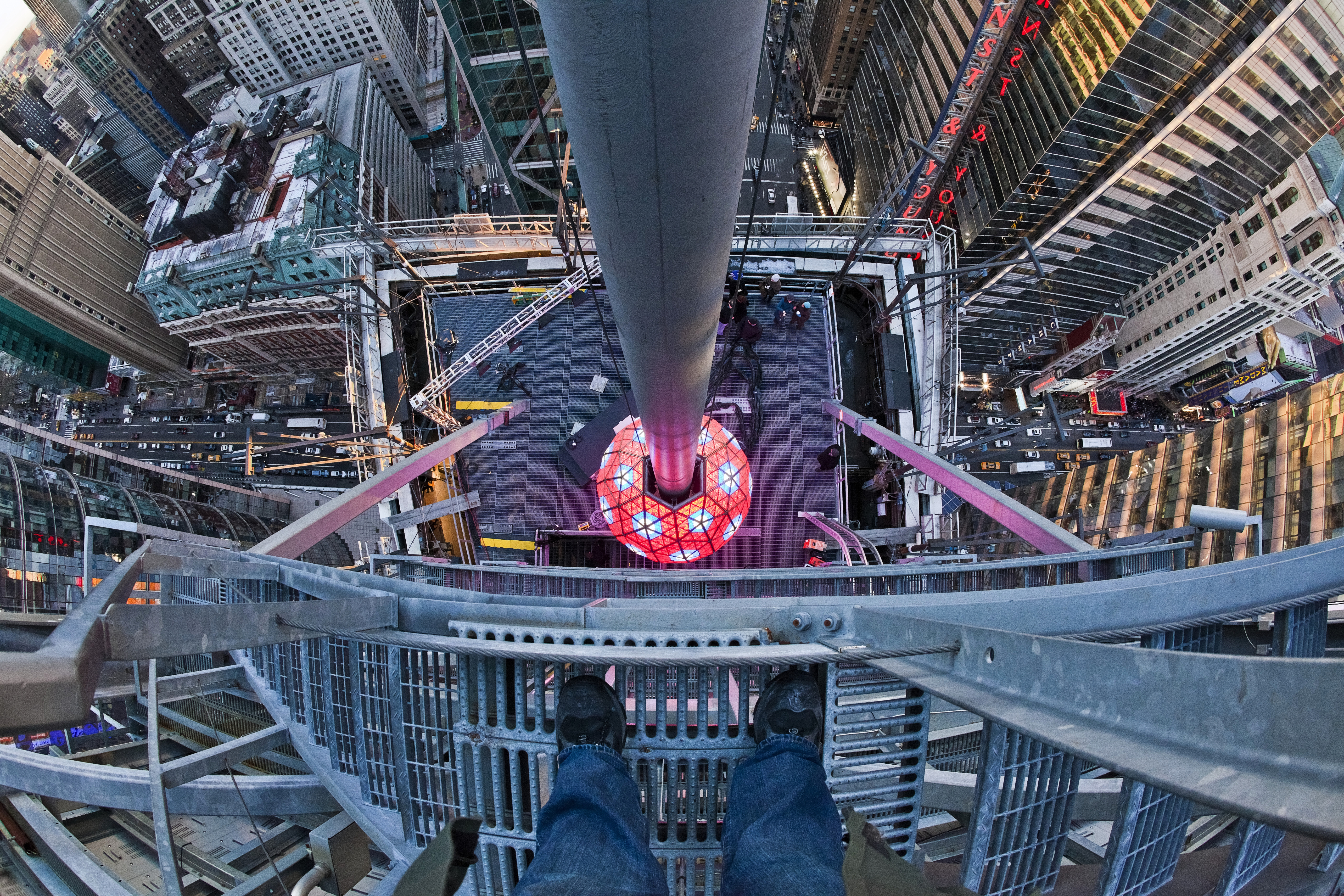
Quả cầu năm 2012 khi đã thả, nhìn từ trên cao xuống

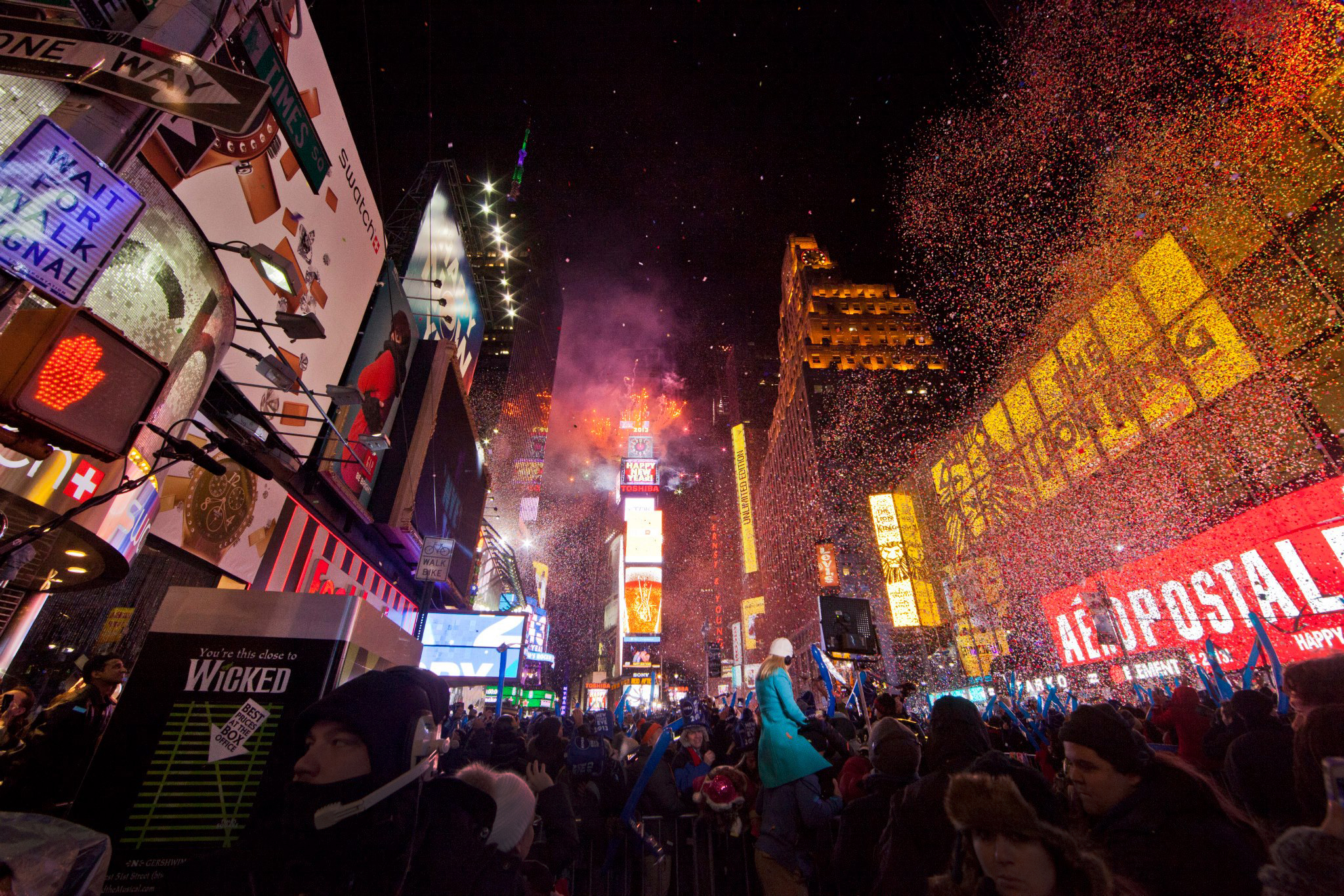

Quả cầu Quảng trường Thời Đại là một quả cầu thời gian đặt tại Quảng trường Thời Đại ở Thành phố New York. Nằm trên nóc toà nhà One Times Square, quả cầu này là điểm nhấn của lễ đón Giao thừa tại Quảng trường Thời Đại, thường được biết đến với tên gọi Lễ thả quả cầu, khi đó quả cầu hạ độ cao 141 foot (43 m) trong 60 giây trên một cột cờ được thiết kế đặc biệt, bắt đầu từ lúc 11:59:00 đêm theo múi giờ Miền Đông (Bắc Mỹ) (EST) và hoàn tất vào đúng nửa đêm, đánh dấu thời khắc mở đầu của một năm mới. Trong những năm gần đây, trước lễ thả quả cầu thường diễn ra nhiều hoạt động sôi nổi khác, ví dụ như các màn trình diễn âm nhạc cũng như các chương trình giải trí khác.
Người đầu tiên tổ chức sự kiện này là Adolph Ochs, chủ báo The New York Times (Thời báo New York), tiếp sau một loạt những màn bắn pháo hoa giao thừa được ông tổ chức tại toà nhà trụ sở mới của báo Times; quả cầu do Artkraft Strauss thiết kế. Lần đầu tiên được tổ chức vào ngày 31 tháng 12 năm 1907 để chào đón năm 1908, lễ thả quả cầu từ đó được tổ chức đều đặn hàng năm, trừ năm 1942 và 1943 do yêu cầu tắt đèn thời chiến.
Thiết kế của quả cầu cũng được thay đổi qua các năm, phản ánh sự phát triển của công nghệ chiếu sáng; thiết kế ban đầu của quả cầu là bằng gỗ và sắt, được chiếu sáng bởi 100 bóng đèn sợi đốt, còn ngày nay quả cầu sử dụng một hệ thống chiếu sáng LED điều khiển bằng máy tính, bên ngoài lắp các tấm panel bằng pha lê hình tam giác. Từ năm 2009, quả cầu hiện tại được đặt trên nóc toà nhà quanh năm, ngoài ra còn có một phiên bản gốc nhỏ hơn từng được sử dụng năm 2008 được trưng bình trong trung tâm khách tham quan của Quảng trường Thời Đại.
Sự kiện do Công ty giải trí Liên minh Quảng trường Thời Đại và lễ đếm ngược (Times Square Alliance and Countdown Entertainment), một công ty do Jeff Strauss đứng đầu, tổ chức và là một trong những sự kiện đón mừng năm mới đáng chú ý nhất trên thế giới; có ít nhất một triệu người tham dự hàng năm và được truyền hình trực tiếp trên toàn nước Mỹ vào lễ Giao thừa bởi một số mạng lưới truyền hình và truyền hình cáp. Thành công của lễ thả quả cầu Quảng trường Thời Đại đã truyền cảm hứng cho một số chương trình "thả" tương tự ở một số sự kiện đón Giao thừa tại các địa phương trên khắp nước Mỹ; một số nơi cũng dùng các quả cầu, trong khi một số khác sử dụng những đồ vật khác phản ánh văn hoá hay lịch sử địa phương để thả.

## Sự kiện

### Tổ chức sự kiện
Để tạo điều kiện cho người tham dự đến, Quảng trường Thời Đại tạm thời ngừng cho xe cộ lưu thông bắt đầu vào cuối buổi chiều vào đêm giao thừa. Quảng trường sau đó được chia thành các phần xem khác nhau được gọi là các "pen", trong đó người tham dự được hướng dẫn liên tục khi đến nơi. An ninh được thực thi nghiêm ngặt bởi Sở cảnh sát thành phố New York (NYPD), thậm chí còn thắt chặt hơn kể từ sau vụ tấn công ngày 11 tháng 9. Người tham dự được yêu cầu phải đi qua các trạm kiểm soát an ninh trước khi họ vào khu vực đón năm mới và bị cấm mang ba lô hoặc rượu đến sự kiện.
An ninh được tăng thêm cho năm 2017-2018 do các sự cố gần đây như vụ tấn công bằng xe tải ở New York vào ngày 31 tháng 10 và vụ nổ súng lễ hội Route 91 Harvest ở Las Vegas; bao gồm các cuộc tuần tra bổ sung ở các khách sạn Times Square, đội tuần tra trên tầng thượng và lính bắn tỉa, và lắp đặt các dấu hiệu phản chiếu trên các tòa nhà để giúp các sĩ quan xác định vị trí của các cao thủ bắn súng trên cao.

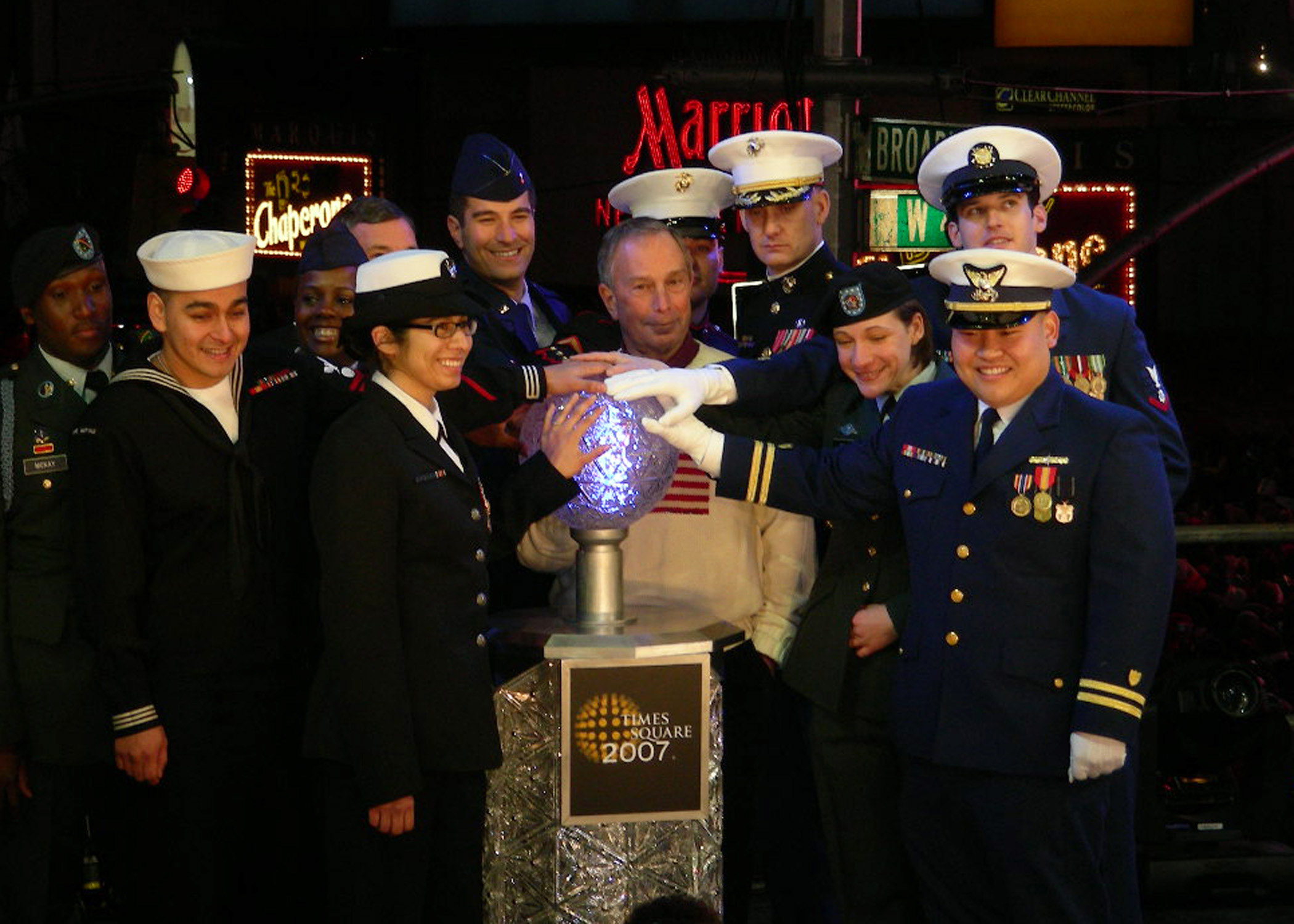
Oswaldo San Andres và Lillianne Perez tham gia cùng Michael Bloomberg trong việc kích hoạt thả quả cầu pha lê trong năm mới 2007.

### Lễ hội
Lễ hội chính thức bắt đầu vào xế chiều với việc nâng quả cầu vào khoảng 6:00 tối giờ bờ Đông, sau khi kết thúc thời gian đếm ngược 20 giây để lên đỉnh lúc 5:59:40. Các vật dụng của lễ hội được phân phát cho những người tham dự, trong lịch sử bao gồm bóng bay lớn, mũ và các mặt hàng khác mang nhãn hiệu của các nhà tài trợ của sự kiện. Những giờ trước khi thả quả cầu là các chương trình các buổi biểu diễn nhạc sống của các nhạc sĩ nổi tiếng. Một vài trong những buổi biểu diễn này được phát sóng trên truyền hình đêm giao thừa được phát trực tiếp từ Quảng trường Thời đại.
Việc thả quả cầu diễn ra vào lúc 11:59 tối và nó được "kích hoạt" theo nghi thức bởi một vị chức sắc hoặc người nổi tiếng được trên sân khấu như Thị trưởng hiện tại của Thành phố New York, Bill de Blasio; trước đây là Rudy Giuliani từ 1995-96 cho đến 2001-02 và Michael Bloomberg từ 2002-03 đến 2012-13. Kết thúc việc thả quả cầu được là pháo hoa được bắn từ trên mái của tòa nhà One Times Square, cùng với bài hát "Auld Lang Syne" của Guyolasardo, "Theme from New York, New York" của Frank Sinatra, "America the Beautiful" của Ray Charles, "What a Wonderful World" của Louis Armstrong và "Over the Rainbow" của IZ.
Thị trưởng hiện tại của thành phố New York được xem như vị khách đặc biệt tham gia vào chương trình và tham gia nghi thức "kích hoạt" quả bóng rơi bằng cách nhấn nút trước một phút đến nửa đêm. Bản thân nút không thực sự kích hoạt việc thả quả cầu; nó được thực hiện từ phòng điều khiển, được đồng bộ hóa bằng tín hiệu thời gian của chính phủ. Khách đặc biệt đã kích hoạt thả bóng đã bao gồm:
- 1995-96: Rudy Giuliani và Donna Hanover
- 1996-97: Oseola McCarty
- 1997-98: Một nhóm năm người chiến thắng từ một cuộc thi viết luận của trường tôn vinh một trăm năm thành phố New York
- 1998-99: Sang Lan (người bị thương trong Thế vận hội thiện chí năm 1998 và đang được phục hồi ở thành phố New York)
- 1999-00: Tiến sĩ Mary Ann Hopkins từ hiệp hội bác sĩ không biên giới
- 2000-01: Muhammad Ali
- 2001-02: Rudy Giuliani và Judith Nathan; đây là hoạt động cuối cùng của Giuliani với tư cách là thị trưởng. Michael Bloomberg chính thức trở thành Thị trưởng mới của thành phố New York vào đầu năm 2002 và tuyên thệ nhậm chức ngay sau nửa đêm.
- 2002-03: Christopher và Dana Reeve
- 2003-04: Cyndi Lauper, cùng sự tham gia của Shoshana Johnson
- 2004-05: Bộ trưởng Ngoại giao Colin Powell
- 2005-06: Wynton Marsalis
- 2006-07: Một nhóm gồm tám thành viên của Lực lượng Vũ trang Hoa Kỳ
- 2007-08: Karolina Wierzchowska, cựu chiến binh Chiến tranh Iraq và thủ khoa của Học viện Cảnh sát Thành phố New York
- 2008-09: Bill và Hillary Clinton
- 2009-10: Mười hai học sinh từ các trường trung học ở thành phố New York thuộc "Danh sách 100 gương mặt xuất sắc nhất của trường trung học tốt nhất nước Mỹ" của U.S. News & World Report
- 2010-11: Cựu trung sĩ Salvatore Giunta
- 2011-12: Lady Gaga
- 2012-13: The Rockettes
- 2013-14: Thẩm phán Tòa án Tối cao Hoa Kỳ Sonia Sotomayor
- 2014-15: Jencarlos Canela, cùng với một nhóm người tị nạn di cư đến thành phố New York, hợp tác với Ủy ban cứu hộ quốc tế
- 2015-16: Hugh Evans
- 2016-17: Tổng thư ký Liên Hợp Quốc Ban Ki-moon; đây là hoạt động cuối cùng của Ban Ki-moon với tư cách là Tổng thư ký LHQ, khi António Guterres nhậm chức vào ngày 1 tháng 1 năm 2017.
- 2017-18: Tarana Burke
- 2018-19: Một nhóm các nhà báo đại diện cho Ủy ban bảo vệ các nhà báo

Kể từ dịp năm mới 2005-2006, lễ thả quả cầu đã được bắt đầu trực tiếp bằng cách chơi bài hát "Imagine" của John Lennon. Cho đến 2009-2010, bản ghi gốc đã được sử dụng; kể từ 2010-2011, bài hát được biểu diễn trực tiếp

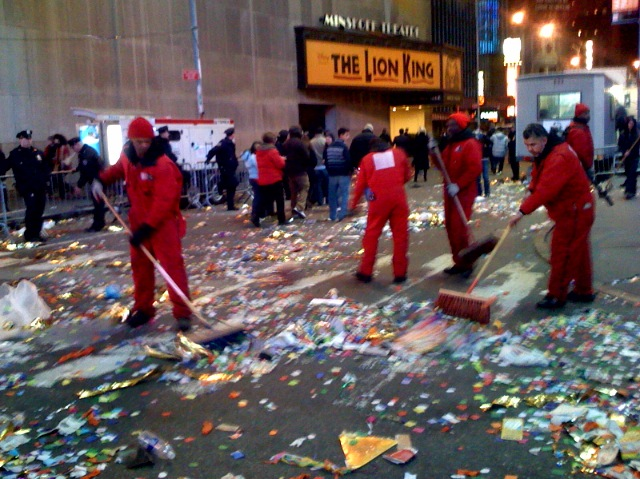
Công nhân dọn rác tại Quảng trường Thời Đại sau lễ hội.

- 2010-11: Taio Cruz
- 2011-12: CeeLo Green
- 2012-13: Train
- 2013-14: Melissa Etheridge
- 2014-15: O.A.R.
- 2015-16: Jessie J
- 2016-17: Rachel Platten
- 2017-18: Andy Grammer
- 2018-19: Bebe Rexha
- 2019-20: X Ambassadors
- 2020-21: Andra Day
- 2021-22: KT Tunstall

### Vệ sinh
Sau khi kết thúc lễ hội, việc dọn dẹp được thực hiện qua đêm để loại bỏ hoa giấy và rác khác khỏi Quảng trường Thời Đại. Khi nó được mở lại cho công chúng vào sáng hôm sau, vẫn còn một vài dấu vết của lễ kỷ niệm đêm hôm trước: sau lần thả năm 2014-2015, Sở Vệ sinh Thành phố New York ước tính rằng họ đã dọn sạch hơn 50 tấn rác từ Quảng trường Thời Đại trong tám giờ, sử dụng 190 công nhân từ Sở Vệ sinh Thành phố New York và Liên minh Quảng trường Thời Đại.

## Lịch sử

### Lễ kỷ niệm đầu, quả bóng đầu tiên (1907-1919)
Lễ đón giao thừa đầu tiên tại Quảng trường Thời Đại được tổ chức vào ngày 31 tháng 12 năm 1904; Chủ sở hữu của tờ New York Times Adolph Ochs, đã quyết định tổ chức lễ khai trương trụ sở mới của tờ báo, One Times Square, với màn trình diễn pháo hoa mừng năm mới trên nóc tòa nhà vào năm 1905. Gần 200.000 người tham dự sự kiện. Lễ kỷ niệm truyền thống thường được tổ chức tại Nhà thờ Trinity. Tuy nhiên, sau nhiều năm trình diễn pháo hoa, Ochs muốn một cảnh tượng lớn hơn tại tòa nhà để thu hút sự chú ý hơn đến khu vực. Thợ điện chính của tờ báo, Walter F. Palmer, đề nghị sử dụng một quả bóng thời gian, sau khi nhìn thấy một cái được sử dụng trên Tòa nhà Western Union gần đó.
Ochs đã thuê nhà thiết kế bảng hiệu Artkraft Strauss để xây dựng một quả bóng cho lễ kỷ niệm; nó được xây dựng từ sắt và gỗ, thắp sáng bằng điện với một trăm bóng đèn sợi đốt, nặng 320 kg và đường kính 1,5 m. Quả bóng được treo trên cột cờ của tòa nhà bằng dây thừng bởi một đội gồm sáu người. Khi nó chạm vào nóc tòa nhà, quả bóng được thiết kế để kích hoạt một màn trình diễn pháo hoa. Lần "thả bóng" đầu tiên được tổ chức vào ngày 31 tháng 12 năm 1907, chào mừng năm mới 1908.
Năm 1913, chỉ tám năm sau khi chuyển đến One Times Square, Times đã chuyển trụ sở công ty của mình đến 229 West 43 Street. Tuy nhiên, Times vẫn duy trì quyền sở hữu tòa tháp và Strauss tiếp tục tổ chức chương trình trong tương lai.

### Quả bóng thứ hai và thứ ba (1920-1998)
Quả bóng ban đầu đã được bỏ vào năm 1920 để thiết kế quả thứ hai; quả bóng thứ hai vẫn có đường kính 1,5 m, nhưng hiện được chế tạo từ sắt, nặng 180 kg. Việc thả bóng được đặt tạm thời vào đêm giao thừa năm 1942 và 1943 do yêu cầu hạn chế chiếu sáng trong thời chiến trong Thế chiến II. Thay vào đó, một phút mặc niệm vào lúc nửa đêm ở Quảng trường Thời đại, kèm theo tiếng chuông nhà thờ phát ra từ những chiếc xe tải âm thanh.
Quả bóng thứ hai đã được bỏ để ủng hộ cho việc thiết kế thứ ba vào năm 1955; một lần nữa, nó vẫn có cùng đường kính của những quả bóng trước, nhưng hiện được chế tạo từ nhôm và nặng 68 kg. Năm 1981, quả bóng đã được sửa đổi để làm cho nó giống với một quả táo, bằng cách chuyển sang bóng đèn đỏ và thêm một "thân cây" màu xanh lá cây. Vào năm 1988, các nhà tổ chức đã thừa nhận việc bổ sung một giây vào đầu ngày hôm đó (giây nhuận được thêm vào lúc nửa đêm) bằng cách kéo dài thời gian thả lên 61 giây thay vì 60 giây. Các bóng đèn trắng ban đầu đã trở lại quả bóng vào năm 1989, nhưng đã được thay thế bằng các bóng đèn màu đỏ, trắng và xanh vào năm 1991 để chào mừng quân đội của Chiến dịch Bão táp sa mạc.
Quả bóng thứ ba được tân trang lại vào năm 1995 bằng việc bổ sung hệ thống chiếu sáng được vi tính hóa với 180 đèn halogen và 144 đèn nhấp nháy và hơn 12.000 viên kim cương giả. Nhà thiết kế ánh sáng Barry Arnold tuyên bố rằng những thay đổi là "điều gì đó phải được thực hiện để làm cho sự kiện này trở nên ngoạn mục hơn khi chúng ta tiếp cận thiên niên kỷ."
Việc thả quả cầu được máy tính điều khiển thông qua việc sử dụng tời điện được đồng bộ hóa với tín hiệu thời gian của Viện Tiêu chuẩn và Kỹ thuật Quốc gia; hệ thống mới không phải là không có vấn đề, tuy nhiên, vì một trục trặc đã khiến quả bóng tạm dừng trong một khoảnh khắc ngắn khi nó hạ xuống. Sau lần sử dụng thứ 44 vào năm 1999, quả bóng thứ ba đã được thay thế và được trưng bày tại trụ sở Atlanta của Jamestown Group, chủ sở hữu của One Times Square.

### Bước vào thiên niên kỷ mới (1999-2007)
Vào ngày 28 tháng 12 năm 1998, trong cuộc họp báo có sự tham dự của thị trưởng thành phố New York Rudy Giuliani, các nhà tổ chức đã tuyên bố rằng quả bóng thứ ba sẽ được đem trưng bày và được thay thế bằng một thiết kế mới được xây dựng bởi Waterford Crystal. Lễ kỷ niệm năm 2000 giới thiệu tài trợ với các công ty như Discover Card, Korbel Champagne và Panasonic được công bố là nhà tài trợ chính thức cho các lễ hội ở Quảng trường Thời đại. Thành phố cũng tuyên bố rằng Ron Silver sẽ lãnh đạo một ủy ban được gọi là "NYC 2000", phụ trách tổ chức các sự kiện trên toàn thành phố cho lễ kỷ niệm năm 2000.
Một ngày lễ hội đã được tổ chức tại Quảng trường Thời đại để chào mừng năm 2000, bao gồm các buổi hòa nhạc và thuyết trình văn hóa hàng giờ cùng với các cuộc diễu hành của những con rối được thiết kế bởi Michael Curry, đại diện cho các quốc gia bước vào năm mới vào giờ đó. Các nhà tổ chức dự kiến tổng số người tham dự vượt quá 2 triệu khán giả.
Quả bóng thứ tư, có đường kính 1,8 m và nặng 490 kg, bao gồm tổng cộng hơn 600 bóng đèn halogen, 504 tấm pha lê hình tam giác được cung cấp bởi Waterford, 96 đèn nhấp nháy, gương hình kim tự tháp. Quả bóng được chế tạo tại nhà máy của Waterford ở Ireland, và sau đó được chuyển đến Thành phố New York, nơi lắp đặt hệ thống chiếu sáng và gương có động cơ.
Nhiều hình tam giác được khắc chữ "Hy vọng" (Hope) thay đổi hàng năm, như "Hy vọng cho tình đoàn kết" (Hope for Fellowship), "Hy vọng cho trí tuệ" (Hope for Wisdom), "Hy vọng cho sự thống nhất" (Hope for Unity), "Hy vọng cho lòng can đảm" (Hope for Courage) và "Hy vọng cho sự phong phú" (Hope for Abundance). Vào năm 2002, như một phần của chủ đề "Hy vọng cho sự chữa lành" (Hope for Healing), 195 tấm pin được khắc tên của các quốc gia và tổ chức bị ảnh hưởng hoặc có liên quan đến hậu quả của các cuộc tấn công ngày 11 tháng 9. Vào tháng 12 năm 2011, các tấm "Hy vọng cho sự chữa lành" (Hope for Healing) đã được chấp nhận vào bộ sưu tập của Bảo tàng Quốc gia ngày 11 tháng 9.

### Hiện tại (2008-hiện tại)
Để vinh danh kỷ niệm một trăm năm của quả bóng rơi, một thiết kế thứ năm hoàn toàn mới đã ra mắt vào đêm giao thừa năm 2008. Một lần nữa được sản xuất bởi Waterford Crystal với đường kính 1,8 m, nhưng nặng 550 kg, nó đã sử dụng đèn LED đèn do Philips cung cấp (có thể tạo ra 16.777.216 hay 224 màu), với các mẫu chiếu sáng được vi tính hóa do công ty chiếu sáng Focus Lighting có trụ sở tại thành phố New York phát triển. Quả bóng có 9.576 bóng đèn tiết kiệm năng lượng cùng một lượng điện như chỉ bằng 10 lò nướng bánh. Quả bóng 2008 chỉ được sử dụng một lần và được trưng bày tại Trung tâm Du khách Quảng trường Thời đại sau sự kiện này.
Trong năm 2009, một phiên bản lớn hơn của quả bóng thứ năm đã được giới thiệu là một quả cầu trắc địa khối 20 mặt được thắp sáng bởi 32.256 đèn LED. Đường kính của nó rộng gấp đôi quả bóng 2008, cao 3,7 m và chứa 2.688 tấm Waterford Crystal, với trọng lượng 5.386 kg. Nó được thiết kế để chống chịu sự khắc nghiệt của thời tiết, vì quả bóng sẽ được hiển thị trên đỉnh tòa nhà One Times Square gần như quanh năm sau lễ kỷ niệm.
Chủ đề hàng năm cho các tấm pha lê của quả bóng tiếp tục; từ năm 2008 đến 2013, quả bóng chứa các mẫu pha lê là một phần của Waterford được gọi là "Thế giới kỷ niệm" (World of Celebration), bao gồm các chủ đề như "Hãy có ánh sáng" (Let There Be Light) và "Hãy có hòa bình" (Let There Be Peace). Trong năm 2014, tất cả các bảng điều khiển của quả bóng đã được thay thế, đánh dấu một chuỗi chủ đề mới được gọi là "Quà tặng tuyệt vời nhất" (Greatest Gifts), bắt đầu bằng "Món quà của trí tưởng tượng" (Gift of Imagination).
Dấu hiệu cho biết số năm (vẫn còn trên đỉnh tháp cùng với quả bóng) sử dụng đèn LED của Philips. Chữ số "14" cho năm 2014 đã sử dụng đèn LED nhiều màu của Philips Hue.

#### Tác động của dịch COVID-19 khi đón năm mới 2021 và 2022
Do ảnh hưởng của dịch COVID-19 tại New York, chương trình đón năm mới 2021 sẽ không có khán giả, nhưng không được trải nghiệm do giá rét, thời tiết ở địa phương này là 4-12 độ C, nhưng người dân cũng đếm ngược trên tivi.
Chương trình đón năm mới 2022 sẽ có số lượng khán giả hạn chế (tương đương 30.000 người dân), nhưng người dân đã tiêm 2 mũi hoặc 3 mũi vaccine để tham gia sự kiện này, thời tiết ở địa phương này là 4-12 độ C, nhưng người dân cũng đếm ngược cùng du khách.

## Thời tiết
Theo hồ sơ của Cục thời tiết quốc gia, giữa các lễ hội 1907-1908 và 2017-2018, nhiệt độ trung bình vào nửa đêm ở Công viên Trung tâm gần đó là 1 °C). Những năm ấm nhất xảy ra vào các năm 1965-1966 và 1972-1973 khi nhiệt độ là 14 °C. Nhiệt độ thấp nhất xảy ra vào năm 1917-1918, khi nhiệt độ là -17 °C và khi có gió lạnh là -28 °C. Bị ảnh hưởng bởi sóng lạnh trên toàn lục địa, mức giảm 2017-2018 là đợt lạnh thấp thứ hai được ghi nhận, ở mức -13 °C  (−20 °C sau khi có gió lạnh). Tuyết đã rơi bảy lần, gần đây nhất là trong sự kiện 2009-2010 và mưa hoặc mưa phùn xảy ra mười lăm lần, gần đây nhất là trong sự kiện năm 1994-1995.

## Phát thanh truyền hình

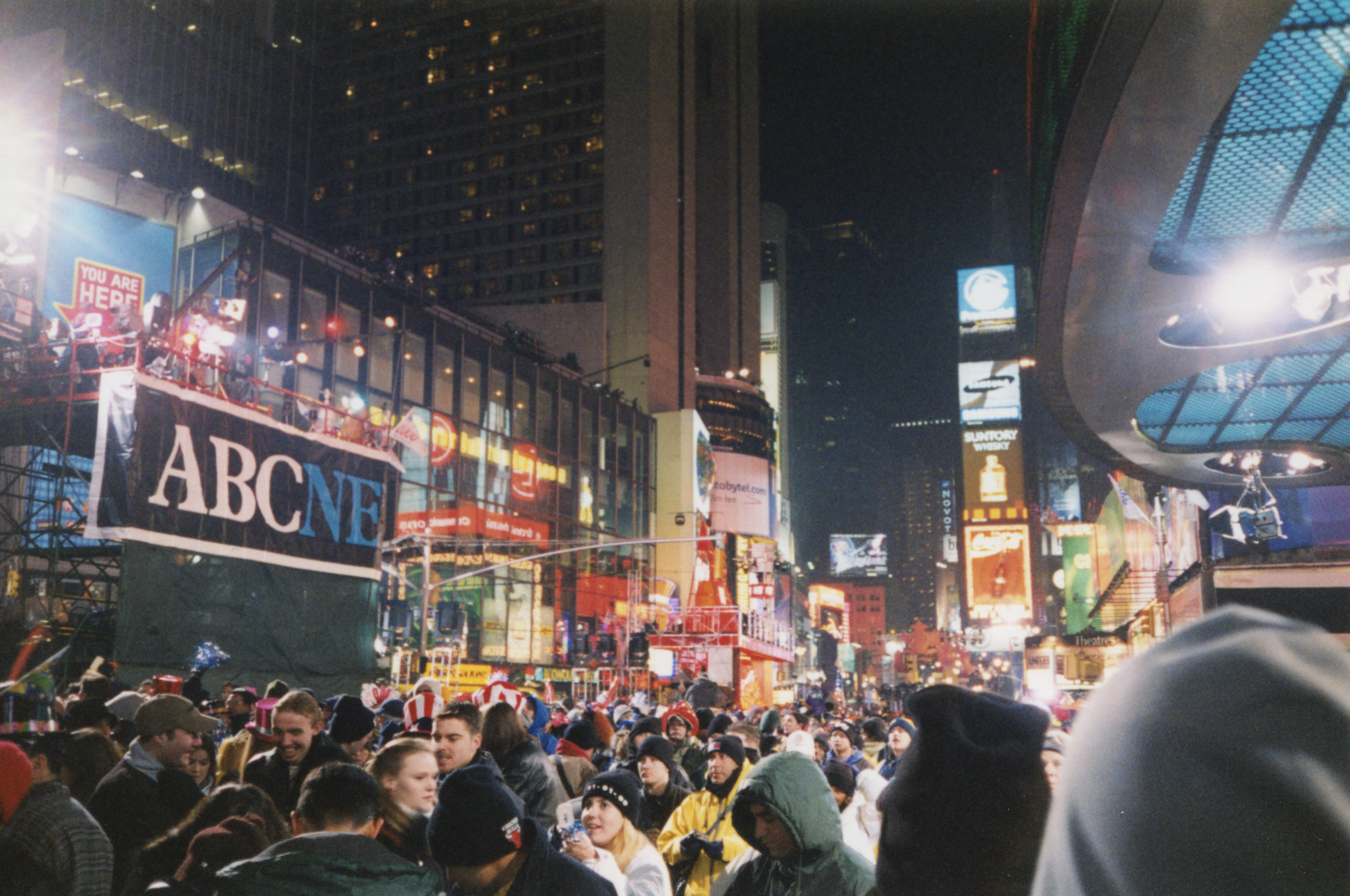
Sự hiện diện của ABC News tại Quảng trường Thời đại cho ABC 2000 Today

Là một sự kiện cộng đồng, lễ hội thường được phát trên truyền hình. Kể từ 2016-2017, một nguồn cấp dữ liệu máy chủ gồm 21 máy ảnh trên Quảng trường Thời đại được cung cấp cho các đài truyền hình.
Sự kiện này được đề cập như một phần của chương trình truyền hình đặc biệt đêm giao thừa trên một số mạng truyền hình lớn của Hoa Kỳ. Cho đến nay, đáng chú ý nhất trong số này là chương trình Dick Clark's New Year's Rockin' Eve; được tạo ra, sản xuất và ban đầu được dẫn bởi nghệ sĩ giải trí Dick Clark cho đến khi ông qua đời vào năm 2012, và hiện đang được Ryan Seacrest và Jenny McCarthy tổ chức, chương trình được phát sóng lần đầu tiên trên NBC vào năm 1972 trước khi chuyển sang ABC, nơi nó được phát sóng kể từ đó. New Year's Rockin' Eve liên tục là chương trình đặc biệt đêm giao thừa được xem nhiều nhất ở Hoa Kỳ hàng năm, đạt đỉnh 25,6 triệu người xem cho sự kiện 2017-2018. Sau cái chết của Dick Clark vào tháng 4 năm 2012, một viên pha lê khắc tên ông đã được thêm vào quả bóng năm 2013 để tưởng nhớ.
Trên khắp các mạng còn lại, NBC phát sóng Đêm giao thừa với Carson Daly, dẫn chương trình từ Quảng trường Thời Đại là Carson Daly của The Voice và Last Call trong khi Fox đã phát sóng chương trình đặc biệt năm mới bao gồm tại Quảng trường Thời Đại, được phát sóng chủ yếu dưới tiêu đề Trực tiếp Đêm giao thừa cho đến năm 2014. Từ 2015 đến 2017, Fox đã phát sóng chương trình đón năm mới Pitbull's New Year's Revolution từ Miami, nhưng đã trở lại một chương trình tổ chức ở Quảng trường Thời đại do Steve Harvey tổ chức năm 2018. Mạng lưới truyền hình tiếng Tây Ban Nha Univision phát sóng ¡Feliz!, được tổ chức bởi Raúl de Molina của El Gordo y La Flaca.
Trên cáp, CNN thực hiện chương trình được gọi là New Year's Eve Live, hiện do Anderson Cooper và Andy Cohen dẫn chương trình (lần đầu tiên thay thế Kathy Griffin vào năm 2018). Fox News sản xuất chương trình mừng năm mới tên All-American New Year, được dẫn gần đây nhất bởi Elisabeth Hasselbeck và Bill Hemmer từ Quảng trường Thời Đại.
Kể từ 2008-2009, một webcast chính thức về việc thả bóng và các lễ hội liên quan của nó đã được sản xuất, được phát trực tuyến qua Livestream.com.

### Chương trình trong quá khứ
Bắt đầu từ những năm 1940, NBC phát sóng từ Quảng trường Thời đại được Ben Grauer dẫn trên cả đài phát thanh và truyền hình. NBC sẽ giới thiệu một chương trình giao thừa đặc biệt mang tên Đêm giao thừa với Carson Daly, bắt đầu vào năm 2004.
Từ năm 1956 đến 1976, CBS nổi tiếng với việc đưa tin trên truyền hình về các lễ hội được tổ chức bởi ban nhạc Guy Lombardo, thường xuyên nhất là từ phòng khiêu vũ của khách sạn Waldorf-Astoria ở thành phố New York, với phần biểu diễn nổi tiếng của ban nhạc "Auld Lang Syne" tại nửa đêm. Sau cái chết của Lombardo vào năm 1977, CBS và the Royal Canadians, hiện do Victor Lombardo lãnh đạo, đã cố gắng tiếp tục sự kiện đặc biệt này. Tuy nhiên, sự vắng mặt của Guy và sự phổ biến ngày càng tăng của New Year's Rockin' Eve của ABC đã khiến CBS cuối cùng phải từ bỏ ban nhạc. The Royal Canadians đã được thay thế bằng một chương trình đặc biệt mới, Happy New Year, America, chạy ở nhiều định dạng khác nhau với các dẫn chương trình khác nhau (như Paul Anka, Donny Osmond, Andy Williams, Paul Shaffer và Montel Williams) cho đến khi nó bị ngừng sau năm 1996. CBS, ngoại trừ chương trình phát sóng America's Millennium năm 2000, đã không phát sóng bất kỳ chương trình năm mới quốc gia nào kể từ đó.
Vào năm 2000, thay cho New Year's Rockin' Eve, ABC News đã đưa tin về các lễ hội như là một phần của chương trình truyền hình dài cả ngày, ABC 2000 Today. Được dẫn bởi Peter Jennings, chương trình phát sóng có sự tham gia của các lễ hội "thiên niên kỷ" từ khắp nơi trên thế giới, bao gồm cả những người ở thành phố New York. Jennings và Dick Clark tham gia với tư cách là phóng viên đặc biệt để đưa tin từ Quảng trường Thời đại. Theo đó, thời điểm hòa sóng các kênh VTV có sự tham gia từ khắp nơi trên thế giới bước vào năm 2000 với thời lượng dài 36 giờ (trong đó của Quảng trường Thời đại).
MTV đã phủ sóng bắt nguồn từ các studio ở Quảng trường Thời Đại tại One Astor Plaza. Vào năm 2011, MTV cũng đã tổ chức chương trình thả quả cầu của riêng mình ở Seaside Heights, New Jersey, bối cảnh của loạt phim thực tế nổi tiếng Jersey Shore. Ban đầu, MTV dự định tổ chức thả quả cầu trong studio của mình ở Quảng trường Thời Đại, nhưng họ đã được các quan chức thành phố yêu cầu tiến hành tổ chức ở nơi khác.